# Veronica hederifolia
Veronica con foglie d'edera (nome scientifico Veronica hederifolia L., 1753) è una pianta erbacea annua appartenente alla famiglia delle Plantaginaceae.

## Etimologia
Il nome generico (Veronica) deriva dal personaggio biblico Santa Veronica, la donna che ha dato a Gesù un panno per asciugare il suo volto mentre è sulla via del Calvario. Alcune macchie e segni sui petali della corolla di questo fiore sembrano assomigliare a quelli del sacro fazzoletto di Veronica. Per questo nome di pianta sono indicate altre etimologie come l'arabo "viru-niku", o altre derivate dal latino come "vera-icona" (immagine vera). L'epiteto specifico (hederifolia) indica che le foglie di questa pianta sono simili a quelle dell'edera.
Il nome scientifico della specie è stato definito da Linneo (1707 – 1778), conosciuto anche come Carl von Linné, biologo e scrittore svedese considerato il padre della moderna classificazione scientifica degli organismi viventi, nella pubblicazione "Species Plantarum" (Sp. Pl. 1: 13. 1753) del 1753.

## Descrizione

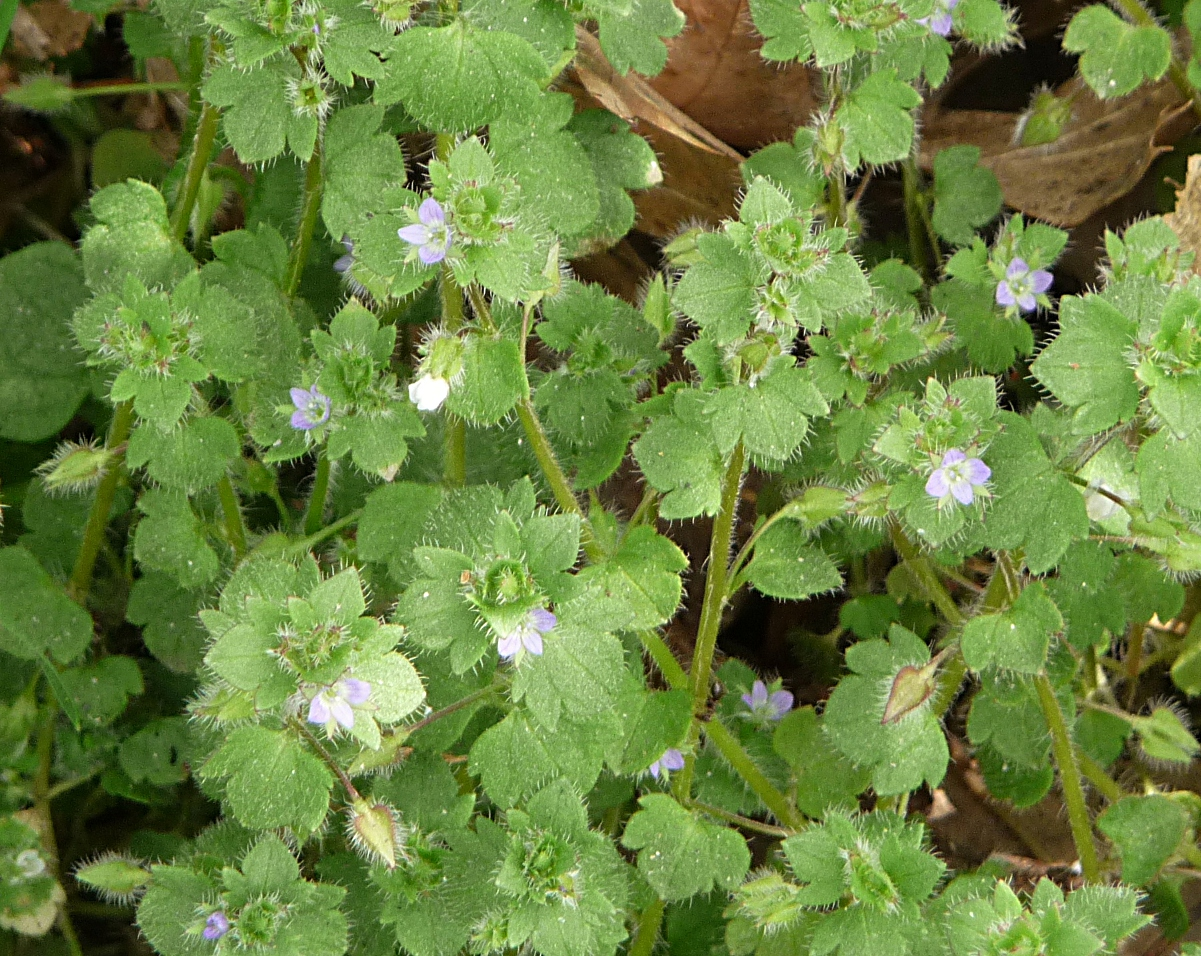
Il portamento

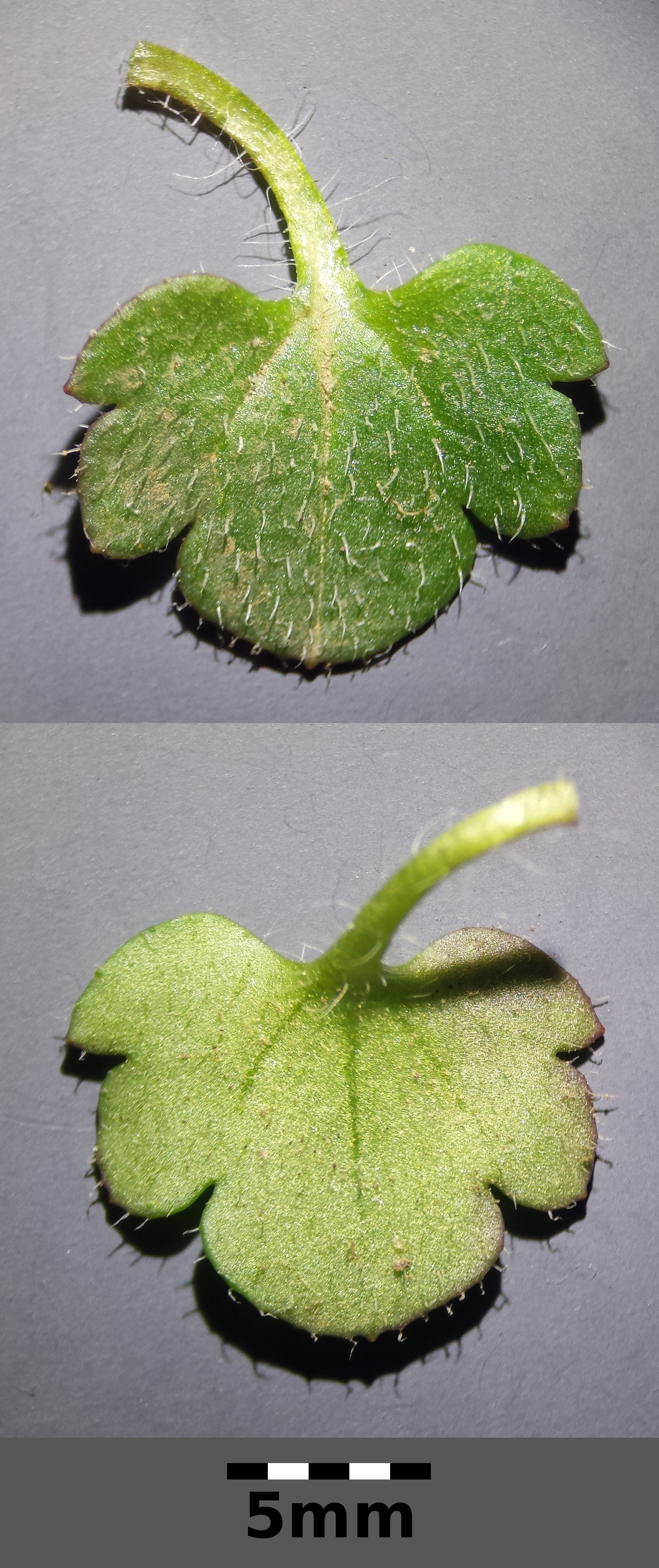
Le foglie

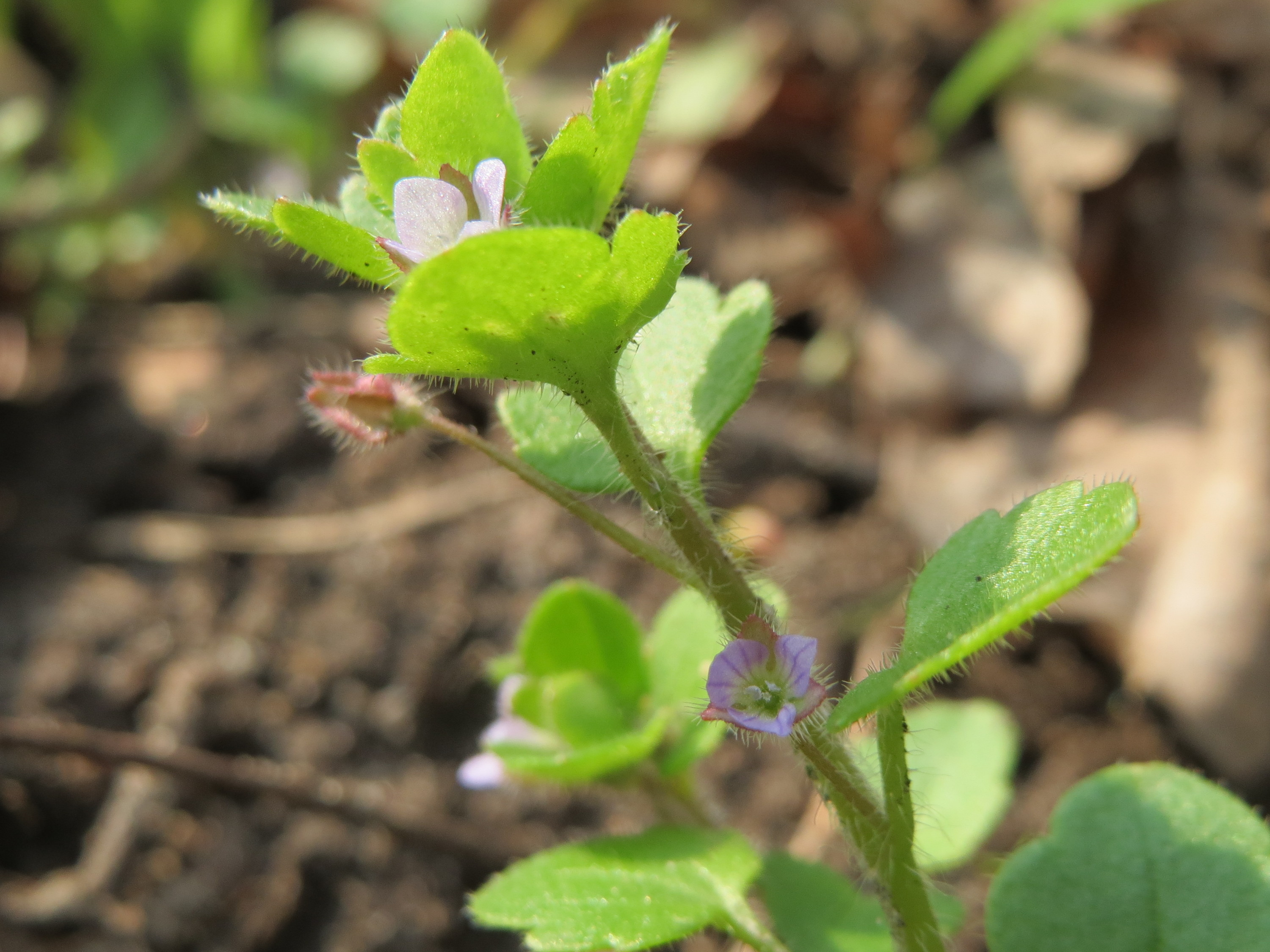
Infiorescenza

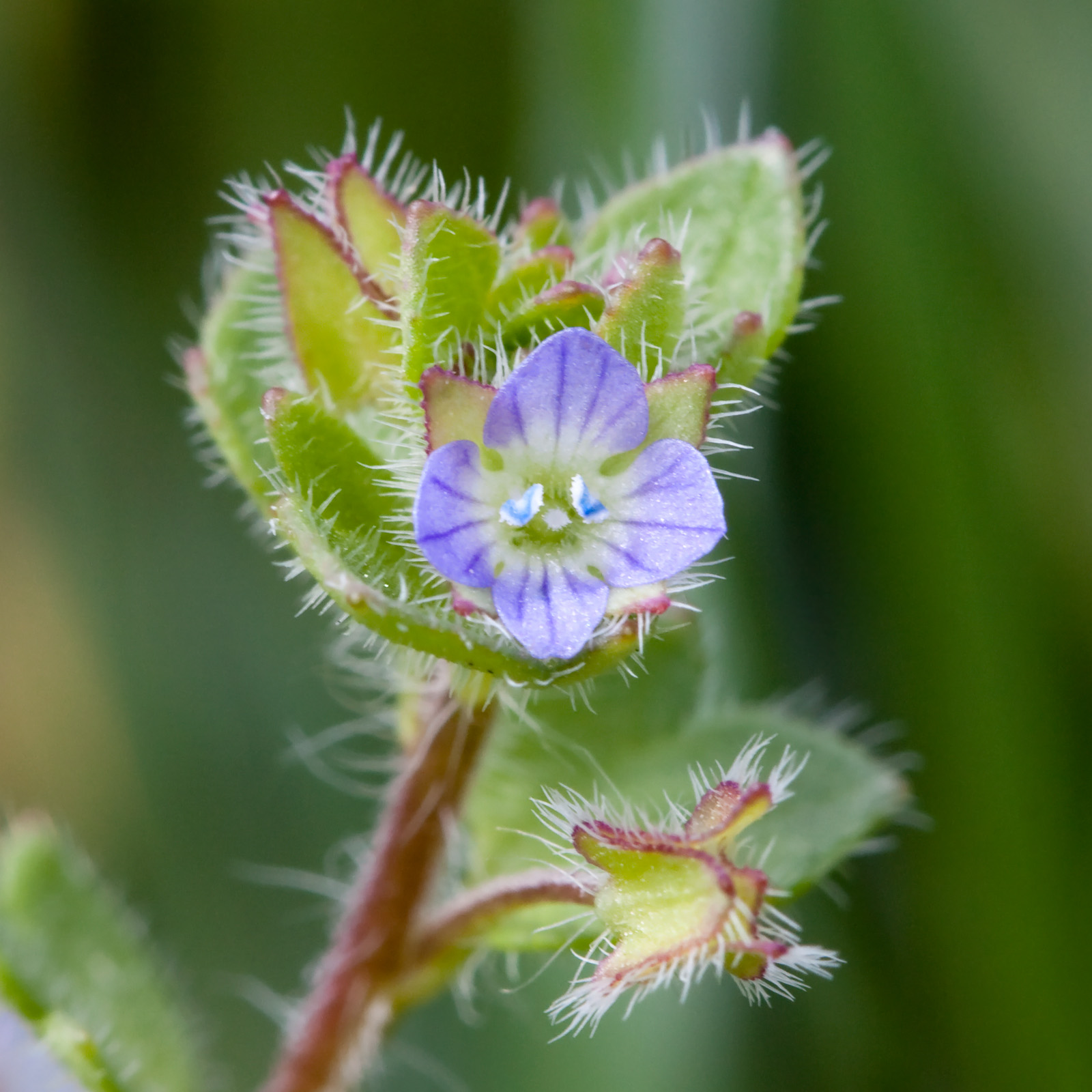
I fiori

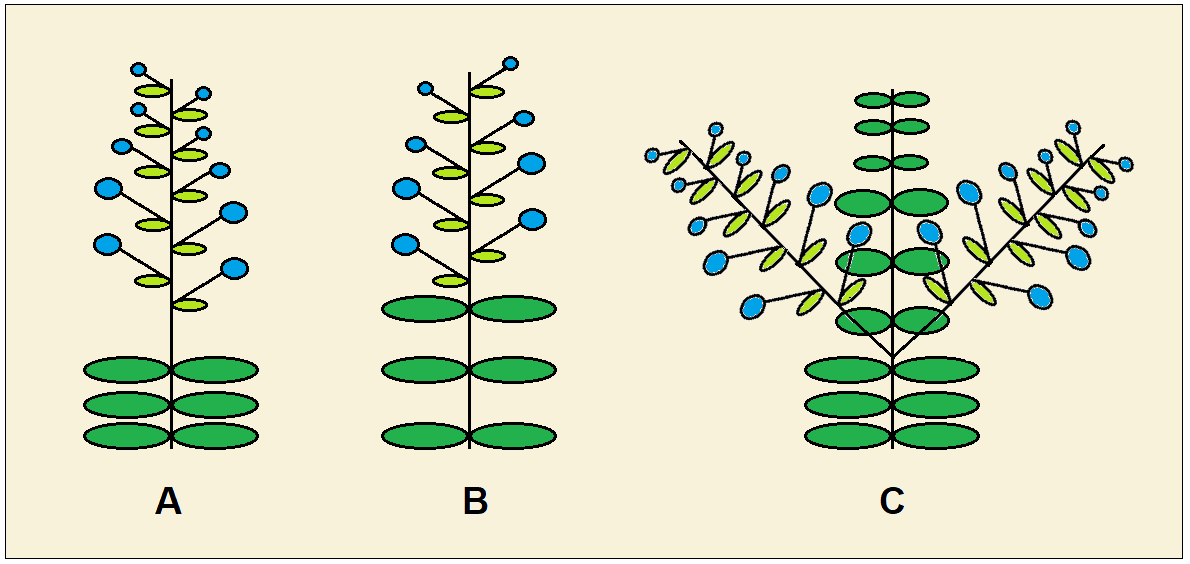
Racemi dell'infiorescenza delle veroniche: A) racemi terminali separati dalle foglie; B) racemi terminali non separati dalle foglie; C) racemi laterali

L'altezza di queste piante varia tra 10 e 50 cm. La forma biologica è terofita scaposa (T scap), ossia in generale sono piante erbacee che differiscono dalle altre forme biologiche poiché, essendo annuali, superano la stagione avversa sotto forma di seme e sono munite di asse fiorale eretto e spesso privo di foglie.

### Radici
Le radici sono secondarie (fascicolate) da rizoma.

### Fusto
La parte aerea del fusto è poco alta essendo piante prostrate-ascendenti (i fusti sono eretti solamente nella parte fiorale).

### Foglie
Le foglie sono disposte in modo opposto e sono brevemente picciolate. La forma della lamina varia da rotonda a reniforme con 5 (raramente 3 o 7) lobi (in genere la lamina fogliare è tanto larga quanto lunga); il lobo centrale è un po' più largo che lungo. La consistenza è un poco carnosetta. La superficie è colorata di verde-scuro. Lunghezza del picciolo: 3 – 6 mm. Dimensioni della lamina: 10 – 15 mm.

### Infiorescenza
Le infiorescenze sono dei racemi terminali, lunghi e lassi. I racemi non sono chiaramente separati dalla parte fogliare (tipo B - vedi figura). Nell'infiorescenza sono presenti delle brattee simili alle foglie e più corte dei peduncoli. I fiori sono posizionati all'ascella di una brattea. Le brattee sono disposte in modo alterno (a volte sono opposte). I peduncoli alla fruttificazione si presentano con una linea di fitti peli. Lunghezza dei peduncoli (alla fruttificazione sono lunghi 2 - 4 volte la lunghezza del calice): 15 – 22 mm.

### Fiore
I fiori sono ermafroditi e tetraciclici (composti da 4 verticilli: calice – corolla – androceo – gineceo), pentameri (calice e corolla divisi in cinque parti).
- Formula fiorale:

X o * K (4-5), [C (4) o (2+3), A 2+2 o 2], G (2), capsula.
- Calice: il calice campanulato, gamosepalo e più o meno attinomorfo, è diviso in 4 lacinie con forme più o meno triangolari. Le lacinie sono glabre con bordi cigliati (lunghezza delle ciglia: 1 - 1,3 mm). Dopo l'antesi le lacinie si appressano al frutto.
- Corolla: la corolla è gamopetala e debolmente zigomorfa con forme tubolari (il tubo è corto) e terminante in quattro larghi lobi da ovali a orbicolari e patenti (il lobo superiore è leggermente più grande - due lobi fusi insieme, quello inferiore è più stretto). La corolla è resupinata; i lobi sono appena embricati. Il colore della corolla è blu chiaro con il centro bianco e ben definito. Larghezza della corolla (diametro): 6 – 9 mm.
- Androceo: gli stami sono due (gli altri tre sono abortiti) e sono leggermente più corti della corolla. I filamenti sono adnati alla corolla. Le antere hanno due teche più o meno separate, uguali con forme arrotondate.
- Gineceo: il gineceo è bicarpellare (sincarpico - formato dall'unione di due carpelli connati). L'ovario (biloculare) è supero con forme ovoidi e compresso lateralmente. Gli ovuli per loculo sono da numerosi a pochi (1 - 2 per loculo), hanno un solo tegumento e sono tenuinucellati (con la nocella, stadio primordiale dell'ovulo, ridotta a poche cellule).[12] Lo stilo, filiforme con stigma capitato e ottuso, è breve e sporge dalla insenatura poco profonda della corolla. Il disco nettarifero è presente nella parte inferiore della corolla (sotto l'ovario). Lunghezza dello stilo: 0,7 - 1,1 mm circa.

### Frutti
Il frutto è del tipo a capsula divisa fino a metà in due lobi e bordi appena smarginati. La forma della capsula è più o meno subsferica (non appiattito-compressa). La deiscenza è loculicida. I semi, incavati a conchiglia con superficie a coste e colorati di giallo-chiaro, non sono molti (circa 4). Dimensione dei semi: 2,3 x 2,8 mm.

## Riproduzione
- Impollinazione: l'impollinazione avviene tramite insetti (impollinazione entomogama).
- Riproduzione: la fecondazione avviene fondamentalmente tramite l'impollinazione dei fiori (vedi sopra).
- Dispersione: i semi cadendo a terra (dopo essere stati trasportati per alcuni metri dal vento – disseminazione anemocora) sono successivamente dispersi soprattutto da insetti tipo formiche (disseminazione mirmecoria). L'elaisoma (sostanza zuccherina) biancastra all'interno dei semi attira le formiche.[10]

## Tassonomia
La famiglia di appartenenza (Plantaginaceae) è relativamente numerosa con un centinaio di generi. La classificazione tassonomica di questa specie è in via di definizione in quanto fino a poco tempo fa il suo genere apparteneva alla famiglia delle Scrophulariaceae (secondo la classificazione ormai classica di Cronquist), mentre ora con i nuovi sistemi di classificazione filogenetica (classificazione APG) è stata assegnata alla famiglia delle Plantaginaceae; anche i livelli superiori sono cambiati (vedi il box tassonomico iniziale). Questa pianta appartiene alla sottotribù Veroniciinae (tribù Veroniceae e sottofamiglia Digitalidoideae). Il genere Veronica è molto numeroso con oltre 250 specie a distribuzione cosmopolita.

### Filogenesi
La specie V. hederifolia  tradizionalmente appartiene alla sezione Pocilla Dumort.. Questo gruppo è caratterizzato da un ciclo biologico annuo, dalle infiorescenze formate da racemi terminali con brattee ben distinte dalle foglie oppure i fiori sono isolati all'ascella di foglie normali (quindi le brattee non si distinguono dalle foglie), dal calice a 4 lobi e dai semi piani o incavati.
Inoltre la specie di questa voce fa parte del Gruppo di V. hederifolia. Questo gruppo si presenta con i seguenti caratteri:
- i fusti sono bassi e prostrati o ascendenti (anneriscono nel secco);
- in queste piante i peli ghiandolari sono assenti;
- le foglie hanno una lamina subrotonda con 3 - 7 crenature o lobi;
- l'infiorescenza è allungata con 10 30 fiori;
- le lacinie del calice hanno delle forme triangolari-subcuoriformi con apici acuti e bordi cigliati;
- la corolla è imbutiforme tipicamente colorata di azzurro pallido/intenso;
- la capsula è subsferica, non carenata e glabra;
- i semi sono giallastri, fortemente incavati e con elaisoma biancastra.

Questo gruppo consiste in un complesso poliploide (con specie diploidi, tetraploidi ed esaoploidi). Le due specie della flora italiana si individuano per i seguenti caratteri:
| Carattere                                    | Veronica triloba                  | Veronica hederifolia                      |
| -------------------------------------------- | --------------------------------- | ----------------------------------------- |
| Lacinie del calice                           | pubescenti su tutta la superficie | glabre o con singoli peli sulla nervatura |
| Colore della corolla                         | blu-scuro con centro bianco       | blu-chiaro o violaceo                     |
| Lunghezza dei peduncoli alla fruttificazione | 1 - 2,5 volte il calice           | 2 - 7 volte il calice                     |

Ricerche più recenti hanno descritto V. hederifolia all'interno del subg. Cochlidiosperma (Rchb.) M.M.Mart.Ort. & Albach, 2004
Il numero cromosomico di V. hederifolia è: 2n = 54 (18, 22, 32, 36).

### Sottospecie
Per questa specie sono riconosciute valide le seguenti sottospecie:

### Sottospeciehederifolia
.

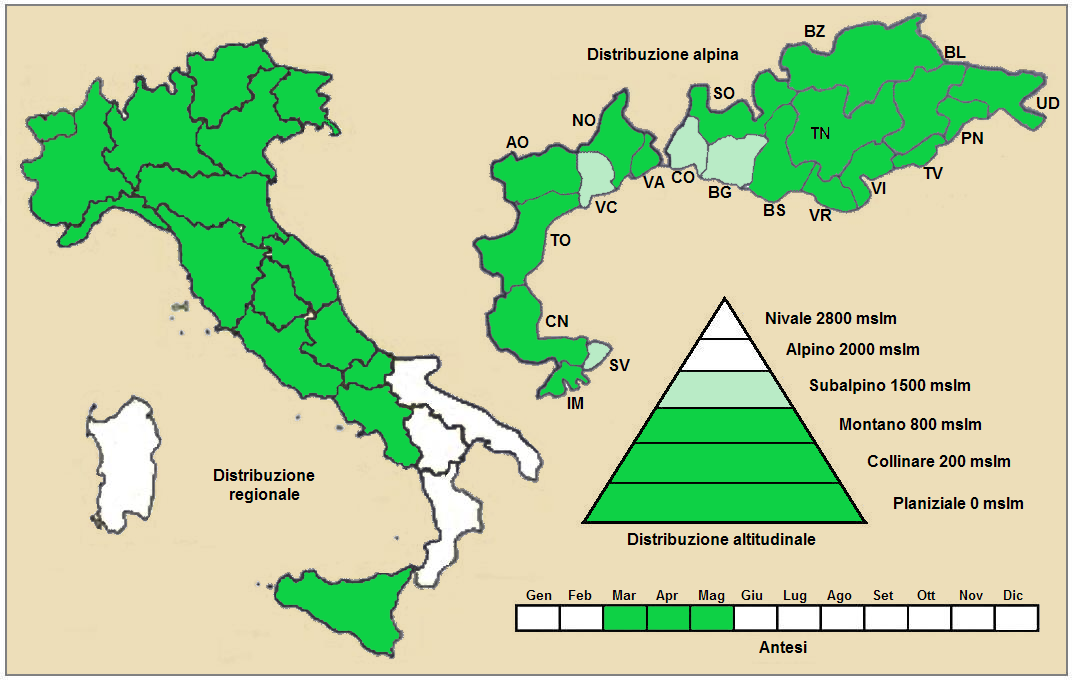
Distribuzione della sottospecie hederifolia
(Distribuzione regionale – Distribuzione alpina)

- Nome scientifico:  Veronica hederifolia subsp. hederifolia.
- Descrizione: (corrisponde alla descrizione generale della specie).
- Fioritura: da gennaio a maggio.
- Geoelemento: il tipo corologico (area di origine) è Eurasiatico.
- Distribuzione: in Italia è una specie comune e si trova ovunque. Nelle Alpi è più o meno presente in tutti i settori alpini sia in Italia che all'estero. Sugli altri rilievi europei collegati alle Alpi si trova nella Foresta Nera, Vosgi, Massiccio del Giura, Massiccio Centrale, Pirenei e Carpazi.[16] Nel resto dell'Europa (e dell'areale del Mediterraneo) questa specie si trova dalla Penisola Iberica a quella Balcanica, dalla Scandinavia alla Grecia, in Crimea, in Tunisia e nel Magreb.[17]
- Habitat: per questa pianta l'habitat tipico sono gli incolti, i campi, i giardini, i bordi delle vie, i ruderi e i boschi montani (generalmente su suoli debolmente acidi). Il substrato preferito è sia calcareo che siliceo con pH neutro, alti valori nutrizionali del terreno che deve essere mediamente umido.[16]
- Distribuzione altitudinale: sui rilievi, in Italia, queste piante si possono trovare fino a 1.800 m s.l.m.; nelle Alpi frequentano quindi i seguenti piani vegetazionali: collinare, montano e in parte quello subalpino (oltre a quello planiziale).
- Fitosociologia

Dal punto di vista fitosociologico alpino Veronica hederifolia appartiene alla seguente comunità vegetale:
- Formazione: delle comunità terofiche pioniere nitrofile

- Classe: Stellarietea mediae

- Ordine: Centaureetalia cyani

Per l'areale completo italiano Veronica hederifolia appartiene alla seguente comunità vegetale:
- Macrotipologia: vegetazione erbacea sinantropica, ruderale e megaforbieti

- Classe: Galio aparines-Urticetea dioicae Passarge ex Kopecký, 1969

- Ordine: Galio aparines-Alliarietalia petiolatae Oberdorfer ex Görs & Müller, 1969

- Alleanza: Geo-Alliarion Lohmeyer & Oberdorfer ex Görs & Müller, 1969

Descrizione. L'alleanza Geo-Alliarion è relativa alle comunità termofile a dominanza di terofite situate alla periferia delle foreste mesofile, nelle schiarite di boschi e sulle rive disturbate dei fiumi. L’alleanza, che include comunità costituite da specie annuali e perenni a breve ciclo di vita, è distribuita in tutta la penisola italiana e si sviluppa in habitat ricchi di nutrienti, nei bioclimi temperato subumido e umido e mediterraneo con estati secche o calde.
Alcune specie presenti nell'associazione: Smyrnium rotundifolium, Galium aparine, Bromus tectorum, Impatiens parviflora, Rubus caesius, Urtica dioica, Geum urbanum, Acanthus mollis, Smyrnium olusatrum, Allium subhirsutum, Oxalis pes-caprae, Arisarum vulgare, Sambucus ebulus, Lamiastrum galeobdolon, Geranium robertianum, Chaerophyllum temulum, Alliaria petiolata, Lunaria annua.

#### Sottospecielucorum
.

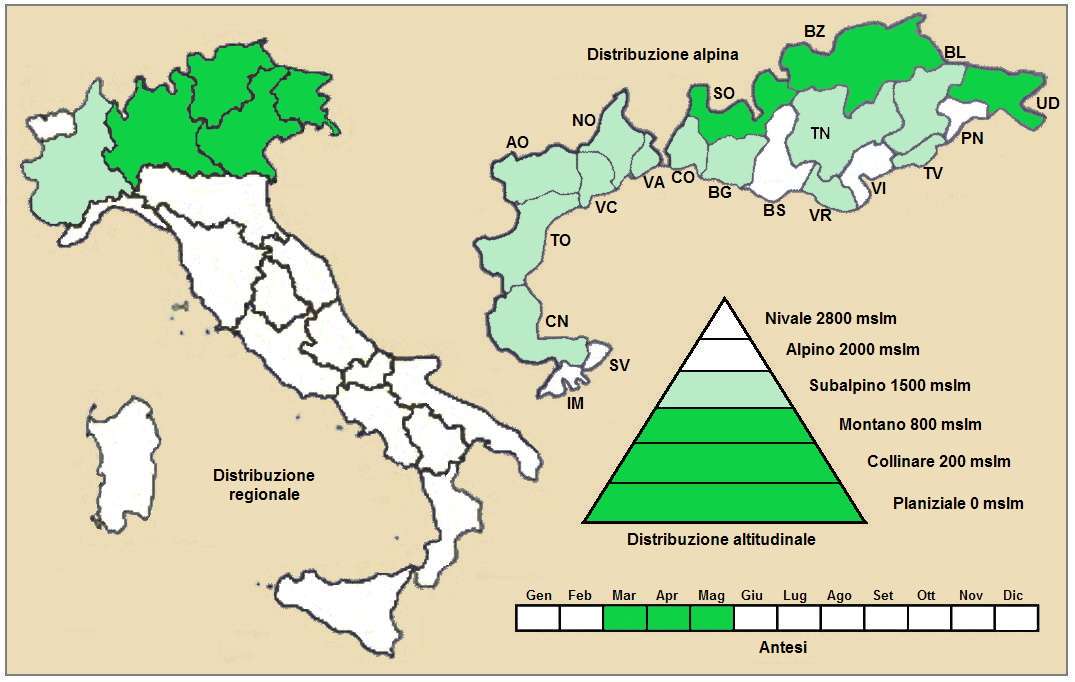
Distribuzione della sottospecie locurum
(Distribuzione regionale – Distribuzione alpina)

- Nome scientifico: Veronica hederifolia subsp. lucorum (Klett & Richt.) Hartl, 1968 (nella "Flora d'Italia" di Sandro Pignatti questa entità si chiama Veronica sublobata M.A. Fischer).
- Nome comune: veronica con foglie sublobate.
- Basionimo: Veronica hederifolia var. lucorum Klett & Richt., 1830
- Descrizione:

- il portamento della pianta è del tipo terofita scaposa (T scap) con altezze variabili tra 5 - 30 cm;
- le foglie sono colorate di verde-chiaro ma non sono carnose; hanno un picciolo lungo 4 - 7 mm; la lamina è larga 12 - 20 mm con 5 (7) lobi (i lobi sono brevi e ottusi - quelli laterali sono quasi delle crenature);
- i peduncoli alla fruttificazione si presentano con abbondanti peli patenti tutt'attorno e sono lunghi 3,5 - 7 volte la lunghezza del calice;
- le lacinie del calice sono glabre con ciglia lunghe 0,6 - 0,9 mm;
- il diametro della corolla è minore (4 - 6 mm); il colore è lilla o biancastro senza una distinzione precisa verso il centro;
- lo stilo è lungo 0,3 - 0,5 mm;
- la dimensione dei semi è di 2,1 x 2,5 mm e sono colorati di rosso-bruno (le coste sono appena visibili).

- Fioritura: da marzo a maggio.
- Geoelemento: il tipo corologico (area di origine) è Eurasiatico.
- Distribuzione: in Italia è una specie rara e si trova solamente al Nord. Nelle Alpi si trova al Nord-Est. Fuori dall'Italia, sempre nelle Alpi, questa specie si trova in Francia (dipartimenti della Savoia e Alta Savoia), in Austria si trova in tutti i Länder e in Slovenia.[16]
- Habitat: per questa pianta l'habitat tipico sono le forre, i boschi umidi, ma è anche una pianta infestate gli orti e i campi. Il substrato preferito è calcareo ma anche siliceo con pH neutro, alti valori nutrizionali del terreno che deve essere mediamente umido.[16]
- Distribuzione altitudinale: sui rilievi, in Italia, queste piante si possono trovare fino a 1.000 m s.l.m.; nelle Alpi frequentano quindi i seguenti piani vegetazionali: collinare, montano e in parte quello subalpino (oltre a quello planiziale).
- Fitosociologia: dal punto di vista fitosociologico alpino Veronica hederifolia appartiene alla seguente comunità vegetale:[16]

- Formazione: delle comunità perenni nitrofile

- Classe: Artemisietea vulgaris

- Ordine: Galio-Alliarietalia

- Alleanza: Geo-Alliarion

#### Sottospeciesibthorpioides
- Nome scientifico: Veronica hederifolia subsp. sibthorpioides (Debeaux ex Degen & Herv.) Walters, 1972

### Altre sottospecie
Per la specie di questa voce sono indicate altre due sottospecie:
- Veronica hederifolia subsp. insularis Gamisans, 1992 - Distribuzione: Corsica
- Veronica hederifolia subsp. maura Murb., 1923 - Distribuzione: Marocco e Tunisia

### Sinonimi
Questa entità ha avuto nel tempo diverse nomenclature. L'elenco seguente indica alcuni tra i sinonimi più frequenti:
- Cardia quadriloba Dulac
- Cochlidiosperma hederifolium  (L.) Opiz
- Cochlidiosperma lappago  (Schrank) Opiz
- Veronica lappago  Schrank

#### Sinonimi della sottospecielucorum
- Cochlidiosperma sublobata  (M.A.Fisch.) D.Y.Hong & S.Nilsson
- Veronica hederifolia var. lucorum  Klett & Richt.
- Veronica hederifolia var. praestabilis  Beck
- Veronica sublobata  M.A.Fisch.

#### Sinonimi della sottospeciesibthorpioides
- Cochlidiosperma sibthorpioides  (Debeaux ex Degen & Herv.) D.Y.Hong & S.Nilsson
- Veronica sibthorpioides  Debeaux ex Degen & Herv.

## Altre notizie
La veronica a foglie d'edera in altre lingue è chiamata nei seguenti modi:
- (DE)  Gewöhnlicher Efeu-Ehrenpreis
- (FR)  Véronique à feuilles de lierre
- (EN)  Ivy-leaved Speedwell